# North American Airlines
North American Airlines war eine amerikanische Charterfluggesellschaft mit Sitz in New York und Basis auf dem Flughafen New York JFK.

## Geschichte
North American Airlines wurde 1989 von Dan McKinnon gegründet und der Flugbetrieb am 20. Januar 1990 aufgenommen, vor allem Zubringerflüge für El Al und Club Med. Dan McKinnon hatte bereits als Vorstandsvorsitzender des Civil Aeronautics Board Erfahrung gesammelt.
Erste Charterflüge wurden mit Boeing 757-200 durchgeführt, erste Linienflüge folgten während der 1990er-Jahre, beispielsweise flog man nach San Juan. Mit der Expansion einhergehend wurden einige Boeing 767-300ER für Langstreckenflüge eingeflottet. 
Neben McKinnon engagierte sich El Al bei der Fluggesellschaft und hielt 24,9 Prozent der Aktien, verkaufte diese aber im Juli 2003 an McKinnon. Im April 2005 wurde North American Airlines durch World Air Holdings erworben. Am 5. April 2007 kaufte New ATA Holdings der World Air Holdings deren nordamerikanische Fluglinien inklusive der North American Airlines ab.
Im November 2013 meldete North American Airlines zusammen mit ihrer Muttergesellschaft Global Aviation Holdings sowie der Schwester World Airways Insolvenz nach Chapter 11 an. Der Betrieb sollte aufrechterhalten und restrukturiert werden. Die Schwestergesellschaft World Airways stellte den Flugbetrieb im März 2014 endgültig ein, am 7. Juni 2014 führte North American Airlines den letzten Flug durch.

## Flugziele
Seit 2008 führte North American Airlines keine Linienflüge unter eigenem Namen mehr durch. Zuletzt führten diese beispielsweise nach Accra (Ghana) und Georgetown (Guyana).
Zuletzt bot die Gesellschaft hauptsächlich nationale und internationale Charterflüge an und verleaste die eigene Flotte. Des Weiteren führte North American Airlines im Auftrag des United States Department of Defense Truppenflüge durch, die häufig über die Flughäfen Leipzig/Halle und Nürnberg führten.

## Flotte
Im September 2013 bestand die Flotte der North American Airlines aus fünf Flugzeugen des Typs Boeing 767-300ER.